# Terellia matrix
Terellia matrix är en tvåvingeart som beskrevs av Valery Korneyev 1988. Terellia matrix ingår i släktet Terellia och familjen borrflugor.
Artens utbredningsområde är Tadzjikistan. Inga underarter finns listade i Catalogue of Life.